# 専門学校
専門学校（せんもんがっこう、英語: Specialized training college）は、専修学校のうち、専門課程（英語: post-secondary course）を置く専修学校である。「専門学校」という名称は、専修学校の3つの課程（専門課程、高等課程、一般課程）のうち専門課程を設置している学校しか使用できない、法律に基づく独占的名称である。

## 概要
|                  | 校種および課程         | 法定の独占呼称 | 設置者種別 |
| ---------------- | ---------------------- | -------------- | ---------- |
| 学校教育法規定内 | 専門課程を置く専修学校 | 専門学校       | 国公私立   |
| 学校教育法規定内 | 高等課程を置く専修学校 | 高等専修学校   | 国公私立   |
| 学校教育法規定内 | すべての専修学校       | 専修学校       | 国公私立   |
| 学校教育法規定内 | 各種学校               | なし           | 国公私立   |
| 学校教育法規定外 | 無認可校               | なし           | 法定外     |

「職業若しくは実際生活に必要な能力を育成し、または教養の向上を図ることを目的として組織的な教育を行う」教育施設を専修学校といい、次の各号の全てに該当する必要がある。
1. 修業年限が1年以上
2. 授業時数が文部科学大臣の定める年間授業時数（800時間）以上
3. 教育を受ける者が常時40人以上

このうち、後期中等教育修了者（高等学校卒業者等）を入学の対象とする専門課程を置くものを「専門学校」と称することができる。あくまでも「専門課程を置く専修学校」であり、専門課程を置いていれば他に高等課程（前期中等教育修了者（中学校卒業者等が入学の対象）や一般課程（入学資格を問わない課程）を置くこともできる。すなわち、「専門学校」と称する専修学校の「専門課程」に在籍する者がいるのはもちろんのこと、専門学校の「高等課程」に在籍する者や、専門学校の「一般課程」に在籍する者もいる。
「専門学校」の名称を使用する義務はないため、専門課程を置いていても「専門学校」と称しない所（大原簿記学校など）もあるほか、竹早教員保育士養成所のように学校ではなく「養成所」と称する所もある。逆に、専門課程を置いていなければ「専門学校」と称することはできないため、TACやLEC東京リーガルマインドといった、いわゆる資格スクール（資格予備校）を「専門学校」と呼ぶのは誤りである。また、一般に「高専」と略される「高等専門学校」は学校教育法第1条に定める学校（一条校）であり、本項における専門学校（専修学校）とは異なる教育機関である。
なお、高等課程を置く専修学校については「高等専修学校」と称することができる。これは先述の専門学校に高等課程や一般課程を置くことができることと同じく、「高等専修学校」と称する専修学校に専門課程や一般課程を置くことも当然可能である。稀な例ではあるものの、高等専修学校と称し専門課程も置く専修学校として江東服飾高等専修学校がある。
専修学校の専門課程のうち、全課程の修了に必要な総授業時数が1700単位時間以上であるか総単位数が62単位以上であり、修業年限が2年以上である等の要件を満たした上で、文部科学大臣が指定した課程を卒業した者には専門士の称号が付与される。さらに、同様に3400単位時間以上であるか124単位以上であり、修業年限が4年以上で文部科学大臣が指定した課程を卒業した者には4年の課程を卒業した者には高度専門士の称号が付与される。また、専門士の称号が付与された者は大学の学部の編入学試験の受験が可能となる場合が多く、高度専門士の称号が付与された者は大学院の修士課程の入学試験の受験が可能となる場合が多い。

### 専門学校の変化
2000年代以降、通常の専門学校や大学付属専門学校が大学（専門職大学、短期大学を含む）へ改組する例が増えつつある。
大学付属の専門学校から短期大学へ改組された例としては、大阪体育大学短期大学部・弘前福祉短期大学・大阪健康福祉短期大学・日本歯科大学東京短期大学などがある。また2006年（平成18年）に開学した福井医療短期大学のように、大学付属でない専門学校から大学へと発展改組した事例もある。
- 豊田学園医療福祉専門学校看護学科 - 2007年（平成19年）に従来の学科を発展改組して岐阜保健短期大学看護学科として開学した。
- 滋賀医療技術専門学校 - 2007年（平成19年）度を目途に短期大学への移行計画が持ち上がっていたが、2008年（平成20年）度に、4年制大学に改組して藍野大学として開学した。
- 愛知医療学院 - 2008年（平成20年）度に、旧来の専門学校を発展改組する形で愛知医療学院短期大学が開学した。
- 有明教育芸術短期大学・貞静学園短期大学・平成医療短期大学 - 2009年（平成21年）度にはそれぞれ旧来の専門学校を発展改組して開学した。
- 函館医療保育専門学校保育科 - 2009年（平成21年）に函館短期大学保育学科に統合された。
- 埼玉東萌短期大学 - 2011年（平成23年）に旧来の東萌保育専門学校から改組された。
- 仙台青葉学院短期大学 - 設置当初は専修学校の発展改組ではないが、2013年（平成25年）度には同じ学校法人の傘下にある仙台医療技術専門学校を統合しており、また同じ傘下にある仙台医療福祉専門学校の児童福祉学科も短期大学に移行、さらに2014年（平成26年）度より同学校の歯科衛生学科も短期大学に統合され、2021年（令和3年）言語聴覚学科も同学校から移行されている。
- 東京歯科大学短期大学 - 2017年（平成29年）に東京歯科大学歯科衛生士専門学校から改組された。